# ヤン・ギィユー
ヤン・ギィユー（Jan Oscar Sverre Lucien Henri Guillou ヤン・ギルーとも、1944年1月17日 - ）は、スウェーデンの作家/ジャーナリストである。作品には、「カール・ハミルトン」（Carl Hamilton）という名のスパイが登場するスパイ小説やテンプル騎士団のアルン・マグヌッソン（Arn Magnusson）が登場する歴史小説3部作がある。ギィユーは作家のリサ・マークルンドや内縁の妻で出版人のアン＝マリー・スカルプ（Ann-Marie Skarp）と共にスウェーデンで最大の出版社の一つであるPiratförlaget社を所有している。
ギィユーは、スウェーデンでは事件記者時代に有名になった。1973年にギィユーと同僚のペーター・ブラット（Peter Bratt）は、スウェーデンの秘密情報機関「Informationsbyrån」（IB）の存在を暴露した。現在でもギィユーはスウェーデンの夕刊タブロイド紙『アフトンブラーデット』（Aftonbladet）のコラム記者としてジャーナリスト活動を続けている。
2009年10月にタブロイド紙『エクスプレッセン』（Expressen）は、ギィユーが1967年から1972年までソビエト連邦のスパイ組織KGBの工作員として活動していたと告発した。ヤン・ギィユーはこの期間にKGBの現地工作員と数回連絡を取ったことを認め、KGBから報酬を受け取ったことを打ち明けたが、自身の目的がジャーナリスト活動のために情報を収集することであったという立場は崩さなかった。この告発はスウェーデンの公安警察（スウェーデン語: Säkerhetspolisen）が発表した書類と元KGB大佐のオレグ・ゴルディエフスキー（Oleg Gordievsky）へのインタビューに基づいていた。後の裁判で『エクスプレッセン』紙は、ギィユーがソ連のスパイであったというのは見出しと記事の誤った解釈だと主張して告発を取り消した。

## 経歴
ストックホルム県セーデルテリエで生まれた。父親でフランス人のシャルル・ギィユー（Charles Guillou）は、ストックホルムのフランス大使館に務める管理職員の息子としてスウェーデンにやって来た。母親のマリアン・ギィユー（旧姓ボトルフセン、Botolfsen）は、ノルウェー人の家系であった。ヤン・ギィユーは、生まれたときにフランスの国籍を得、1975年にスウェーデン国民となった。ヤン・ギィユーの祖父がフィンランドのヘルシンキ駐在のフランス大使に任命されると父親は祖父と共に任地へ赴くことを決意し、そこに定住した。ヤン・ギィユーは、ストックホルム郊外のザルツヨバーデン（Saltsjöbaden）とナスビー・パーク（Näsby Park）で母親と新しい父親の下で成長した。

### 教育
ヤン・ギィユーはストックホルムのヴァーサ・レアル（Vasa Real）に入学したが 暴力、窃盗、脅迫といった理由で放校となり、次に2年間セーデルマンランド県にあるソルバッカ（Solbacka）・ ボーディングスクールに通ったがここからも放校処分にされた。ギィユーは1964年にヴィグビュホルム（Viggbyholm）にあるボーディングスクールのヴィグビュホルム校（Viggbyholmsskolan）で卒業試験（studentexamen）を受け、学業を終えた。ギィユーは、残虐な継父からの絶え間ない虐待とサルバッカ校での苛めの中での自身の成長を半自伝的小説『エリックの青春』（原題 Ondskan：悪魔、1981年）の中で記している。ギィユーの母親、姉妹とサルバッカ校時代の教師と学友達はギィユーの告白に異を唱え、この本のことを法螺話だとしている。

### 家族
ギィユーは最初に作家で翻訳家のマリナ・スターグ（Marina Stagh）と結婚し、ダン（Dan、1970年 - ）とアン＝リン（Ann-Linn、1972年 - ）の2人の子供を儲けた。娘のアン＝リンはジャーナリストでフェミニスト解説者であり、映画監督ロイ・アンダーソンの娘サンドラ・アンダーソン（Sandra Andersson）とシビル・ユニオン（同性同士の内縁関係）で生活を共にしている。
現在ギィユーは出版人のアン＝マリー・スカルプ（Ann-Marie Skarp）と内縁関係にあり、ストックホルムのエステルマルム（Östermalm）地区にあるアパートメントで大半の時間を過ごしている。またエストハンマル県（Östhammar Municipality）のロスラーゲン（Roslagen）北部のFlyboに別荘を持ち、本を執筆するときはこちらで過ごしている。

### 仕事
ギィユーは1966年から1967年にかけて『FIB aktuellt』誌の記事を書いてジャーナリストとして出発した。後に共産党の『Folket i Bild/Kulturfront』誌を共同で創刊し、1970年から1977年にかけてこれに携わった。現在は『アフトンブラーデット』紙にコラムを寄稿し、時に応じてその他の時事出版物に現在の出来事、特に米国の対テロ戦争、イスラエルのパレスチナ人に対する政策、スウェーデンの公安警察、スウェーデンの法廷手続きや公聴会といった中東での紛争や国内の様々な問題に対し常に左翼の視点と反米的立場から意見を述べている。
ギィユーは、スウェーデン・テレビで放映された『Magazinet』（1981 - 84年）、『Rekordmagazinet』（終了近くにはGöran Skytteと共に）や『Grabbarna på Fagerhult』（Pär LorentzonとLeif G. W. Perssonと共に）といった幾つかのテレビ番組で司会を務めた。
ギィユーは、犯罪/ドラマのTVシリーズ『Talismanen』（TV4、2003年）の脚本を共同で執筆していた。このシリーズではもう一人の執筆者であるヘニング・マンケルと共に各々自分自身を演じていた。ギィユーは歴史ドキュメント シリーズの『Arns rike』（TV4、2004年）と『Häxornas tid』（TV4、2005年）でも作家とナレーションを務めていた。

## IB 事件
1973年に左翼雑誌『Folket i Bild/Kulturfront』は、ギィユーとペーター・ブラットが書く「インフォメーションズビューレン」（Informationsbyrån：情報局または略して IB）と呼ばれるスウェーデンの秘密情報機関を暴く連載記事を掲載した。この記事は、当初は元IB職員であったホーカン・イサクソン（Håkan Isacson）からもたらされた情報を基に、IBのことをスウェーデンの共産主義者や「保安上危険」と考えられるその他の者の情報を収集する秘密組織として記述していた。この組織は国防や通常の諜報の枠組みの範囲外で活動しており、国家予算の割り当ても不明であった。『Folket i Bild/Kulturfront』誌のこの記事は、IB職員が殺人、侵入、スウェーデン国内の外国大使館に対する盗聴や海外でのスパイ活動に関与していると告発した。
この雑誌でのIBの暴露には「スパイ達」と見出しを付けられた幾人かの職員の顔写真が名前と社会保障番号と共に掲載されており、「IB 事件」（IB-affären）として知られる国内で大きな政治的スキャンダルに発展した。これらの活動は全面的にこの秘密組織の責任であるとされ、スウェーデン社会民主労働党との関係はオロフ・パルメ首相、スヴェン・アンデション（Sven Andersson）国防大臣と（Stig Synnergren）最高司令官により否定された。しかし、後の様々なジャーナリストと第三者委員会の調査や個人の自伝によってギィユーとブラットが書いた記事に掲載された活動の幾つかが確認された。2002年に第三者委員会はIB 事件の調査に関する3,000頁にも及ぶ報告書を発表した。
ギィユー、ペーター・ブラットとホーカン・イサクソンは3人とも逮捕され、非公開の裁判においてスパイ罪で有罪を宣告された。ブラットによると3人の中で誰も外国勢力と結託した行為を行ったという事由で起訴されたわけではなかったので、判決は法廷内で確立された既存の司法慣習を拡大解釈する必要があった。1回の上告の後でギィユーは禁固1年から10カ月に減じられ、最初にストックホルム中心部にあるラングスホルメン刑務所（Långholmen Prison）に、後に首都の北にあるエステルローケル刑務所（Österåker Prison）に収監された。ギィユーとブラットは禁固刑の一部を独房で過ごした。

## タブロイド紙による「ソ連の秘密エージェント」という名指し
1967年からの5年間ヤン・ギィユーは数度KGBの現地工作員と会った。2009年10月にスウェーデンのタブロイド紙『エクスプレッセン』は、「ギィユーはソ連の秘密エージェント」という表題でこの件を報じた。スウェーデンの公安警察のサポ（Säpo）は当時違法活動を行っているという容疑のかかっていたギィユーの同僚アルネ・レンベリ（Arne Lemberg）からこの会談のことを聞いて知っていた。
ヤン・ギィユーによると彼の意図は、自分がさらされている活動に基づいてKGBのスパイ活動をジャーナリスティックに暴くというものであり、ギィユーはKGB連絡員のJevgenij Gergelと連絡を取った。後に記事を書いたジャーネリストの一人はギィユーの説明を信じて、「彼の説明の一語一句に疑問は無かった。」と述べた。
ギィユーはスウェーデンの政策についてのレポートを作成しKGBから報酬を受け取っており、『エクスプレッセン』紙がギィユーのことを秘密エージェントという言葉で名指しした時にはこの事実を指摘していた。元KGBの大佐で亡命したセルゲイ・トレチャコフ（Sergej Tretjakov）は、ギィユーのことを「古典的エージェント」とみなしていた。「何故ならば彼は金を受け取り、最悪なことに領収証にサインまでしていた。これについては疑問の余地はない。彼をどのように操作したかはモスクワのKGB学校でテキストの用例になっているだろうよ。」と述べた。検事のトマス・リンドストランド（Tomas Lindstrand）は「エージェントとスパイは同義の概念ではない・・・エージェントはスパイ活動に関与する必要は無い。エージェントは訴追されるようなことに関わることなく使い手のために役割を果たすことができる。」とスウェーデン報道諮問委員会（The Swedish Press Council、PON）に書簡を送った。
当時、公安警察はレンベリの報告書に対し懐疑的であり、新聞記者が公開されている情報を基に記事を書いてそれをJevgenij Gergelに渡しても違法なことは何もないと述べた。時効により現在新たな起訴事由での訴追はできない。
スウェーデン・プレスの公的オンブズマンのイルサ・ステニウス（Yrsa Stenius）は後に『エクスプレッセン』紙が行った事実の表現手法は無責任ジャーナリズムの一例であると結論付けた。彼女によると『エクスプレッセン』紙は、これがギィユーの名声に「重大な」ダメージを与えるにも関わらず何の解説もなく一面に「ヤン・ギィユー。ソ連の秘密エージェント（だった）」と決めつけた。ステニウスの出した結論は議論を呼び起こし、数多くの新聞の論説委員が彼女の辞職を求めた。
2010年6月1日にスウェーデン報道諮問委員会（The Swedish Press Council、PON）は『エクスプレッセン』紙の誤報道に対して処分無しと裁定した。『エクスプレッセン』紙はギィユーが「スパイ」罪で有罪であると主張したことを否定し、PONもこれに同意した。紙面の第一面と見出しの主張（「ギィユー、ソ連の秘密エージェント」、「KGBの任務を告白」、「スパイの元締めにより勧誘」）は、PONによると「厳密に定義された意味ではない」と判断された。PONは、事実関係の詳細がこの出来事に関するギィユー自身の談話を含めて完全に記事の中に網羅されていることについても納得していた。

## 政治的見解
1960年代と1970年代初めにギィユーは毛沢東主義カルテ（Clarté）協会に参加していた。また、主に1970年代に活動していた弱小の毛沢東主義政党であるスウェーデン共産党（Communist Party of Sweden、元のCommunist League Marxists-Leninists）の一員でもあったが、ギィユーが国外で生活していた間の政党の会費の支払いを拒否したことにより6カ月で党から除名された。現在ではギィユーは自身のことを共産主義者や毛沢東主義者であると考えてはいないが、「左翼党（以前は左翼党共産主義の名称で知られたスウェーデンの政党）の左翼」に位置する「社会主義者」であると表明している。

### 中東に関する見解
ギィユーはパレスチナ人を支援していることでも知られ、長年イスラエルを継続的に非難している。1976年に「南アフリカの状況と全く同じようにイスラエル国家はアパルトヘイト制度の上で成り立っている（Israel and the apartheid analogy）ためシオニズムは人種差別主義を基礎としている。」と記した He has repeatedly taken the stance that Israel is an "apartheid state".。1977年に発行された『スヴェンスカ・ダーグブラーデット』紙の記事の中でギィユーは「私は楽天家であり、イスラエルはハルマゲドンが起こる前に消滅すると信じている。」と記した。
1977年にギィユーと当時の妻のマリナ・スター（Marina Stagh）の著書でサッダーム・フセイン治世以前のバアス党統治下のイラクを題材に描いた『Irak – det nya Arabien』（イラク – 新しいアラビア）が出版され、「特に粗暴な国家だというイラクに対するヨーロッパ人の考え」は単純に「政治的プロパガンダと人種差別主義の幻想との混合物である。」(pp. 91) として議論を生んだ。ギィユーとスターは1975年に本を書くために下調べを行い、2人は当時「バアス体制は明らかに人気があり、アラブ世界の中では最も安定している。」(pp. 168–169)、「イラクでの報道の自由は世界中のほとんどの国よりも広範囲に享受できる。」 (pp. 239) と力説し、もし「2000年よりかなり前にイラクが生活水準の面でヨーロッパ諸国に優ることになる。」(pp. 174) といったことは著者達にとっては驚くべき話ではなかった。
ギィユーは最初にアブグレイブ刑務所を訪れた西側のジャーナリストであったと主張しており、刑務所の環境は素晴らしいもので「スウェーデンの刑務所よりも良好。」(pp. 249–250) とさえ記している。この本はサッダーム・フセインが大統領に就任する1979年の2年前に出版された。自伝『Ordets makt och vanmakt』（権力と無力の世界）（2009年）の中でギィユーは、人々が指摘するような本からの引用は当時としてはそれが本当の姿だと考えられたと述べている。しかしギィユーは、本が出版された当時アフマド・ハサン・アル＝バクル大統領の下で副大統領を務めていたサッダーム・フセインこそが実際にはイラクの指導者であったと記している。

### 米国に関する見解
アメリカ同時多発テロ事件の直後にギィユーはヨーロッパ中に呼びかけられて行われたテロの犠牲者に捧げられた3分間の黙祷の最中にヨーテボリ・ブックフェア（Göteborg Book Fair）の現場から立ち去ったことで議論を引き起こした。『アフトンブラーデット』紙の記事の中でギィユーは「米国は我々の時間を犠牲にする大量殺戮者である。ベトナムと近隣諸国との戦争だけでも400万人の犠牲者が出たにもかかわらずスウェーデンでは1分間の黙祷さえなかった。」と述べて、このイベントは偽善行為であると論じた。また「このテロは我々すべてに対する攻撃である。」と論じる人々には、この攻撃は単に「アメリカ帝国主義に対する攻撃」であると述べて批判した。
ギィユーはロンドン旅客機爆破テロ未遂事件に対する報道機関の反応と既に容疑者が逮捕済みのために不必要であった空港でとられた混乱を回避するための対処を大袈裟と断じた。報道された題材は煽情的であり利益への思惑に煽られ、英国政府はこれをテロに対する戦いでの勝利を印象付ける機会として利用したと問題を提起した。爆発物は何も発見されなかったことを指摘してギィユーはコラムの見出しに「アルカーイダについて書かれたものを何も信じるな。」と書き、これはイスラム教徒のコミュニティの迫害を引き起こした。

### その他の問題に関する見解
IB 事件とその結果1973年のスパイ罪による懲役の判決を受けて以来、ギィユーはスウェーデンの公安警察に対して厳しい批判の目で見ている。ギィユーによると公安警察は彼のことを国外で治安当局と揉め事を引き起こすテロリストであると認定している。
最近、ギィユーはスウェーデンのラディカル・フェミニズム活動を行う人々や団体を繰り返し批判しているが、自分のことを「反フェミニズム主義者」と呼ばれることは拒絶している。
同性愛に対するギィユーの見解も議論を呼んだ。ギィユーは「同性愛は生まれ持った何かというよりは流行現象である。歴史的には一過性のものである。」、「同性愛は17世紀には存在しなかった。」と語った。

## 著作
ギィユーの処女作『Om kriget kommer』は1971年に出版された。

### ハミルトン
1986年にギィユーは、架空のスウェーデンの軍事スパイ「カール・ハミルトン」（Carl Hamilton）が登場する小説を出版した。ギィユーが作り出した架空のヒーローは元々アタック・ダイバーになるために選抜、訓練を受けていたが、後にネイヴィー・シールズの一員となるためにカリフォルニアでの特殊訓練に選ばれた。ハミルトンは左翼思想の持ち主であり、一時的に公安警察のために働いていた期間に上司の一人から「コック・ルージュ」（Coq Rouge、赤い雄鶏）と綽名された。最初の作品『Coq Rouge』と合わせてシリーズ11作が刊行された。
このシリーズの登場人物の幾人かは実在の人物をモデルにしている。ヤン・ギィユー自身はエリック・ポンティ（Erik Ponti）という人物のモデルであり、ギィユーはこの名前を自伝的小説『エリックの青春』（原題 Ondskan：悪魔）の中でも使用している。
コック・ルージュ シリーズ
- 『Coq Rouge - berättelsen om en svensk spion』（1986年）：（コック・ルージュ - スウェーデン人スパイの物語）
- 『Den demokratiske terroristen』（1987年）：（民主的なテロリスト）
- 『I nationens intresse』（1988年）：（国家のために）
- 『Fiendens fiende』（1989年）：（敵の敵）
- 『Den hedervärde mördaren』（1990年）：（名誉ある殺人）
- 『Vendetta』（1991年）：（ヴェンデッタ）
- 『Ingen mans land』（1992年）：（誰のものでもない地）
- 『Den enda segern』（1993年）：（唯一の勝利）
- 『I hennes majestäts tjänst』（1994年）：（女王陛下のスパイ：女性を示す「hennes majestät」は、この場合エリザベス2世を指していることに注意）、日本語訳 （「ヤン・ギルー」の表記で） 三木 宮彦（翻訳）（1995年）『白夜の国から来たスパイ』 TBSブリタニカ, ISBN 4-484-95116-9
- 『En medborgare höjd över varje misstanke』（1995年）：（疑惑の多い市民）
- 『Hamlon』（1996年）：（ハムロン）
- 『:en:Madame Terror|Madame Terror』（2006年）：（マダム・テラー）
- 『Men inte om det gäller din dotter』（2008年）：（あなたの娘の件でなければ）

ギィユーの何故完結させなかったのかという理由を添えて中途半端な草稿のまま11冊目の『Hamlon』（ハムロン）が出版された。ギィユーは『En medborgare höjd över varje misstanke』（疑惑の多い市民）が最終巻であると述べ、ギィユーがスウェーデンから終身刑という形で「追放」したハミルトンが復活することはないと念を押した。ギィユーがスウェーデンについてだけ書くつもりであるのならばハミルトンが再登場する可能性は無いが、『Madame Terror』（マダム・テラー）を書いているときにギィユーは特定の役割を果たす登場人物にハミルトンが必要なことに気付いた。ハミルトンが一登場人物として復活すると『Men inte om det gäller din dotter』（あなたの娘の件でなければ）の中で別の主要人物となり、そこではハミルトンの終身刑は一時中断されている。そのためギィユーはこれからの本の中でハミルトンを新たに登場させる方針を明らかにした。
ハミルトンを題材とした映画とテレビ作品
- 『Code Name Coq Rouge』（コードネーム - コック・ルージュ）、ステラン・スカルスガルド主演（1989年）
- 『Förhöret』（尋問）、ステラン・スカルスガルド主演（TV 1989年）
- 『Enemy's Enemy』（敵の敵）、ペーテル・ハベル（Peter Haber）主演（TVシリーズ 1990年)
- 『The Democratic Terrorist』（民主的なテロリスト）、ステラン・スカルスガルド主演（1992年）
- 『Vendetta』（ヴェンデッタ）、シュテファン・ハウク（Stefan Sauk）主演（1995年）
- 『Tribunal』、シュテファン・ハウク主演（TV 1995年）
- 『ハミルトン』Hamilton：ピーター・ストーメア主演（1998年、TVドラマ版2001年）

### 十字軍3部作
コック・ルージュ シリーズを終えた後でギィユーは、中世の時代にテンプル騎士団の一員にならざるを得なかった架空のスウェーデン人アルン・マグヌッソン（Arn Magnusson）を描いた3部作（en:The Knight Templar (Crusades trilogy)）を著した。このシリーズは、祖国のスウェーデンや中東に遠征した十字軍で数々の重要な歴史上の出来事の目撃者や要因となる人物になる架空の人物アルン・マグヌッソンの人生の叙述である。
「十字軍三部作」と呼ばれるこのシリーズは以下の3作である。
- 『Vägen till Jerusalem』、（ヘルサレムへの道）（1998年）
- 『Tempelriddaren』、（テンプル騎士団）（1999年） ISBN 0-7528-4650-7
- 『Riket vid vägens slut』（旅路の果ての王国）（2000年）

ギィユーは『Arvet efter Arn』（アルンの遺産）（2001年）という題名でストックホルムの開祖であるビリエール・ヤール（Birger Jarl）に関する続編も著している。ギィユーが描き出す世界ではビリエール・ヤールはアルン・マグヌッソンの孫という設定である。

### エリックの青春
ギィユーは学生時代を描いた自叙伝『エリックの青春』（原題 Ondskan：悪魔、1981年　日本語訳 柳沢由実子 訳　扶桑社 2006年 ISBN 4-594-05171-5）を著し、これは映画『Evil』（2003年）にもなった。この映画は2003年度のアカデミー賞の候補作品となったが、依然として米国からテロリストとみなされているギィユーは授賞式に出席することは叶わなかった。ギィユーは何とかしてアカデミー賞授賞式に出席するために必要なビザを入手しようとしたが、できなかった。監督のミカエル・ハフストロームがギィユーの内縁の妻に自分のチケットを譲った。

## 受賞
- 1984年 – 偉大なジャーナリスト賞（Stora Journalistpriset）：ケイス・セーデルホルム（Keith Cederholm）事件での記事に対して
- 1984年 – アフトンブラーデットTV賞（Aftonbladets TV-pris）：「今年の男性出演者」部門
- 1988年 – スウェーデン推理小説アカデミー（Swedish Academy of Crime Writers）から「最優秀スウェーデン犯罪小説賞」（Bästa svenska kriminalroman）：『I nationens intresse』（国家のために）
- 1990年– フランス・カルチャー（France Culture）から「フランス・カルチャー賞」（Prix France Culture）：『エリックの青春』（Ondskan）（フランス語への最優秀翻訳書籍賞）
- 1998年 – スウェーデン地方公共団体労働組合（Sveriges Kommunaltjänstemannaförbund）から「今年の作家賞」（Årets författare）
- 2000年 – Månadens Bok から「今年の一冊賞」（Årets bok）：『Riket vid vägens slut』

ギィユーは2000年から2004年までスウェーデン出版社協会（Publicistklubben）の会長も務めた。